# Melchor de Liñán y Cisneros
Melchor de Liñán y Cisneros (Torrelaguna, España, 19 de diciembre de 1629 - Lima, Perú, 28 de junio de 1708), fue un clérigo secular y político español que sirvió en distintos cargos administrativos en los territorios de América española. Fue obispo de Santa Marta (1664-1668) y de Popayán (1668-1672); gobernador y capitán general del Nuevo Reino de Granada (1671-1675) y presidente de la Real Audiencia de Santafé de Bogotá (1671-1674); arzobispo de La Plata o Charcas (1672-1677); 8.º arzobispo de Lima (1677-1708); y 21.º virrey del Perú (interino, 1678-1681).
Como virrey del Perú, se preocupó por la defensa de las costas, enfrentando las correrías de los corsarios ingleses Bartholomew Sharp y John Watling, a quienes infligió una derrota ante el puerto de Arica en 1681. Además, consumó la expulsión de los portugueses de la colonia de Sacramento. En el aspecto económico mejoró las rentas y pudo enviar a España la cantidad de 2 164 080 pesos. Se preocupó por la protección de los indígenas y le correspondió promulgar las Leyes de Indias recopiladas en cuatro tomos (1680). En el orden interno tuvo que enfrentar una revuelta de los franciscanos criollos, descontentos con la elección de superiores venidos de España. 
Como arzobispo de Lima, le correspondió celebrar las beatificaciones de Francisco Solano y de Toribio de Mogrovejo, que se realizaron en 1679 y 1680, respectivamente. Se esforzó también en imponer la disciplina en el clero. Reformó los monasterios de monjas, limitando su número. Tuvo una destacada actuación durante la reconstrucción de la ciudad de Lima luego de que esta fuera asolada por el terremoto de 1687. Por su cuenta reconstruyó la Iglesia del Sagrario y el palacio arzobispal. Favoreció también a los monasterios, beaterios, casa de recogimiento y hospitales, gestionando ante la Corona que se les otorgara licencias de funcionamiento y rentas; él mismo puso de su propio peculio en muchos casos y dio cuantiosas limosnas a los menesterosos. Gobernó casi 31 años como arzobispo, siendo el periodo más largo que tuvo un prelado en Lima durante la época virreinal. Le sigue en extensión el periodo del arzobispo Pedro de Villagómez, que duró 30 años y 10 meses.

## Primeros años
Oriundo de la villa de Torrelaguna, en la arquidiócesis de Toledo, fue hijo de Francisco de Liñán de Cisneros e Isabel González. Estaba emparentado con el gran cardenal de los Reyes Católicos, Francisco Jiménez de Cisneros.
En la Universidad de Alcalá de Henares estudió Artes y Teología, doctorándose en esta última materia. Luego de recibir las órdenes sacerdotales, ofició de párroco en las villas de Santa María de Buitrago y de Torrelaguna.
En 1660 pasó a la villa y corte de Madrid, donde tuvo a su cargo la parroquia de San Salvador, hasta 1664. Al mismo tiempo ejerció como Calificador del Santo Oficio. Su desempeñó en tales responsabilidades le sirvió de trampolín para pasar a América envestido de las más altas dignidades.

## Obispo y Gobernador en Nueva Granada
El 30 de agosto de 1664 fue propuesto por el rey Felipe IV como obispo de Santa Marta, en el Nuevo Reino de Granada (actual Colombia). El 6 de octubre de 1664 fue preconizado por el papa. En noviembre de dicho año se embarcó hacia su sede, de la que tomó posesión el 18 de enero de 1665, sin esperar la llegada de las bulas y el palio. Finalmente fue consagrado en Cartagena de Indias por el obispo Antonio Sanz Lozano, posiblemente en junio de dicho año.
En el breve tiempo que rigió la diócesis de Santa Marta, se dedicó a poner orden las rentas de la curia y a realizar la visita pastoral, preocupándose por frenar el maltrato que sufrían los indígenas.
El 22 de junio de 1666 fue promovido al obispado de Popayán, tomando posesión el 20 de octubre de 1667 como obispo electo. Pero la ceremonia oficial tardó en realizarse a la espera de la llegada de las bulas y el palio, hasta que finalmente se pudo realizar el 24 de julio de 1669.
No bien iniciaba la visita pastoral en el territorio de su nueva diócesis, cuando el 5 de diciembre de 1670 la Corona le nombró Gobernador y capitán general interino de Nueva Granada, y Presidente de la Real Audiencia de Santafé, cargos que asumió el 2 de junio de 1671. La primera labor que se le encomendó fue abrir un juicio de residencia a su antecesor, el general Diego de Villalba y Toledo, así como a dos oidores y al fiscal, acusados de abusos de autoridad.
Simultáneamente contuvo una nueva sublevación de indios yareguíes en el Magdalena y luego retiró la tropa para encomendar su adoctrinamiento a los padres franciscanos. En su gobierno se hizo sentir la acción de los piratas: fueron asaltadas Panamá, Portobelo, Cartagena de Indias y Santa Marta; las islas de Santa Catalina y Providencia pasaron a manos de los ingleses, para luego ser recuperadas.

## Arzobispo de La Plata o Charcas
Continuaba siendo gobernador de Nueva Granada, cuando el 15 de septiembre de 1671 la Santa Sede lo designó como arzobispo de La Plata, en la provincia de Charcas, actual Bolivia. Pero continuó en el gobierno de Nueva Granada hasta el 18 de junio de 1674, cuando dio por culminada su misión con el envío de los autos de procesamiento del depuesto gobernador Villalba al Consejo de Indias.
Partió entonces hacia Charcas y a su paso por Popayán recibió el palio arquiepiscopal de su antecesor en la sede altiplánica, Cristóbal Bernardo de Quiroz. Continuó luego el largo viaje hacia su sede, que distaba mil leguas en total. Pasó por Lima y llegó finalmente a La Plata, tomando posesión de su silla el 12 de agosto de 1675.
En su nueva sede se destacó por sus obras de asistencia social y su esfuerzo en mejorar la educación y el culto sagrado, utilizando hasta su propio peculio para financiar las obras. Pero este gobierno epicospal sería nuevamente muy corto.

## Arzobispo de Lima y virrey del Perú

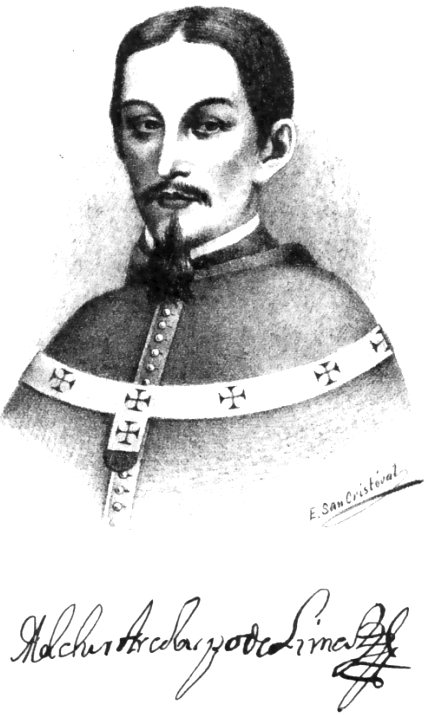
Grabado y rúbrica de D. Melchor de Liñán y Cisneros, XXI virrey del Perú y VIII arzobispo de Lima. Ilustración de Evaristo San Cristóval.

El 14 de diciembre de 1676, Liñán y Cisneros fue promovido a la arquidiócesis de Lima, vacante entonces por la muerte del arzobispo Juan de Almoguera. Pero demoró en tomar posesión de su nueva sede por no llegar oportunamente las bulas y el palio, pudiendo hacerlo finalmente el 18 de febrero de 1678.
Por entonces el virrey Baltasar de la Cueva Henríquez, conde de Castellar, era víctima de acusaciones calumniosas de parte del gremio de comerciantes, que motivaron a que la corte de Madrid lo cesara del gobierno. El encargado de reemplazarlo fue el arzobispo Liñán, en calidad de virrey interino. La cédula de su nombramiento está fechada el 8 de marzo de 1678.
Castellar recibió la cédula el 7 de julio de 1678, y de inmediato entregó el gobierno a Liñán, que se convirtió así en el 21.º virrey del Perú. Por primera vez asumía un arzobispo el mando del virreinato peruano, aunque fuera solo a título interino.

### Labor de su gobierno virreinal
El gobierno virreinal de Liñán duró un breve período, de tres años y cuatro meses en total (1678-1681).

#### Aspecto defensivo
En el aspecto defensivo, Liñán no dispuso ningún refuerzo especial de Lima como tampoco del puerto del Callao, y mantuvo la política defensiva de su antecesor. Se preocupó, eso si, por mejorar los buques de la escuadra. Durante su gobierno las milicias llegaron a reunir aproximadamente ocho mil hombres.

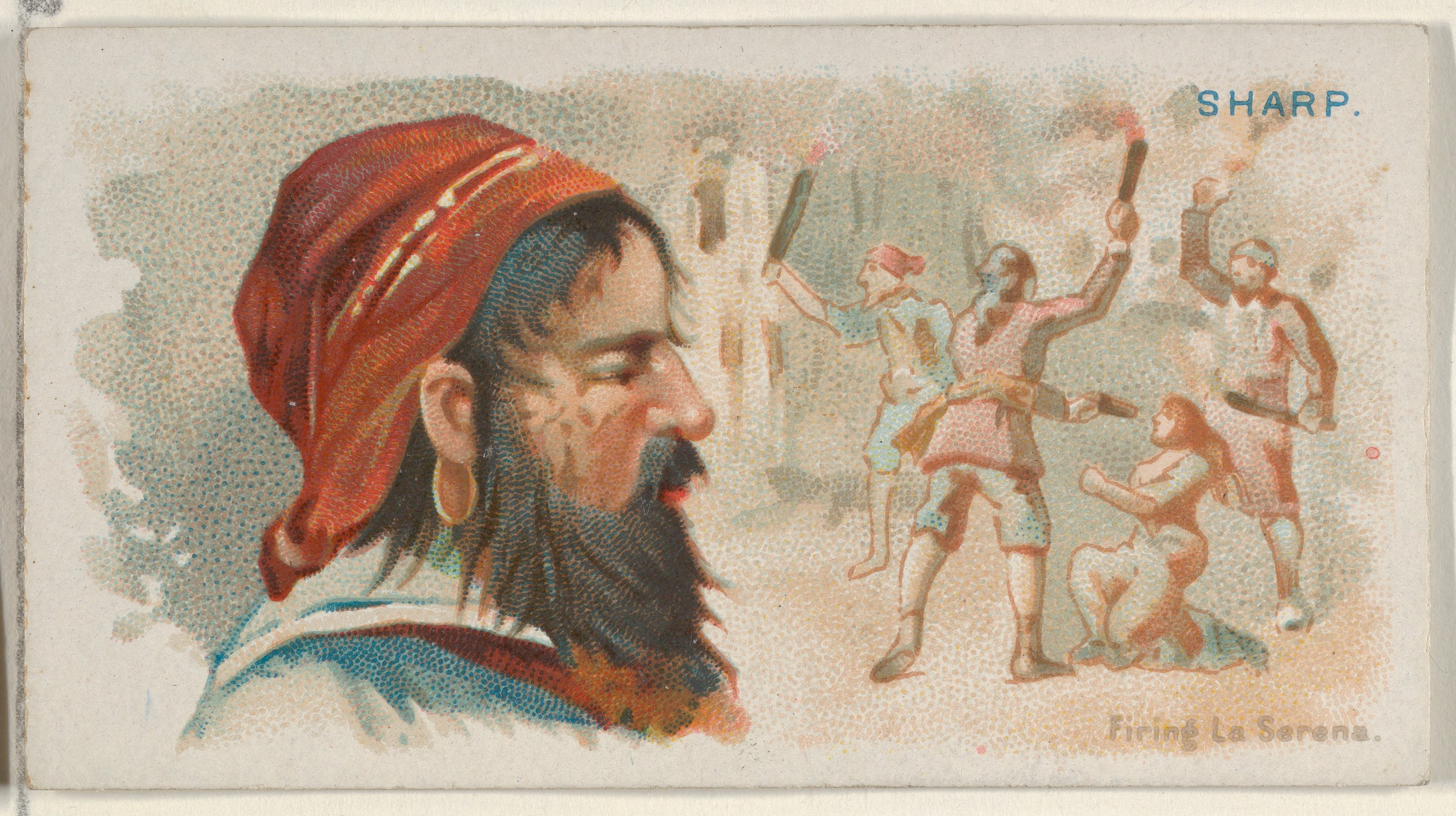
Ilustración que representa al corsario Bartholomew Sharp y el incendio de La Serena.

En agosto de 1680 llegó al Perú la noticia de que los corsarios ingleses Bartholomew Sharp y John Watling habían desembarcado en el golfo de Darién y capturado el fortín de Chepo, además de tomar como presas a dos naves mercantes. Y que los indígenas del Darién aprovecharon la ocasión para alzarse contra los españoles.
Liñán ordenó que parte de la Armada bajo el mando del almirante Santiago de Pontejos-Salmón zarpara hacia el norte a enfrentar a los corsarios. Pontejos partió del Callao al mando de tres buques armados, un patache y un chinchorro,  con 727 soldados a bordo, para reconocer la costa hasta Panamá, en busca de los invasores. Pero se cruzaron sin advertirlo con las naves corsarias en la zona de Tumaco, de modo que estas continuaron sin ningún impedimento hacia el sur. La expedición española al menos sirvió para guarnecer los principales fuertes esparcidos a lo largo de toda esa costa, así como para someter a los indígenas del Darién.
Los corsarios, al mando de Sharp y Watling, prosiguieron pues su avance al sur, hasta llegar al puerto chileno de Coquimbo, que fue saqueado el 13 de diciembre de 1680. Luego se dirigieron a La Serena, donde cometieron igual tropelía. Perseguidos por las fuerzas del gobernador de Chile, los corsarios se escondieron en la isla de Juan Fernández y lograron burlar a sus perseguidores enrumbando hacia el norte, hasta llegar frente al puerto de Arica. El 9 de febrero de 1681 pretendieron tomar dicha plaza, pero esta fue defendida con éxito por las tropas del maestre de campo Gaspar de Oviedo. Fueron capturados Watling, gravemente herido, y otros dieciocho corsarios, que fueron enviados a Lima para ser ahorcados. Sharp y el resto de los corsarios lograron escapar con dirección al Océano Atlántico.
De otro lado, Liñán consumó la expulsión de los portugueses de la colonia de Sacramento en el Río de la Plata. Hay que señalar que por entonces la gobernación del Río de la Plata dependía del virreinato del Perú.
Y con el fin de asegurar el dominio territorial español, Liñán promovió las misiones franciscanas entre Cuzco y Carabaya, y las misiones jesuitas de Moxos, Chiriguanas y Paraguay, disponiendo su defensa militar.

#### Protección de los indígenas
La máxima preocupación del virrey-arzobispo se concentró en la protección de los indígenas. Denunció el abuso que estos sufrían de parte de algunos corregidores, caciques, hacendados y curas. Según su percepción, este abuso desalmado era lo que provocaba que los indígenas desertaran del trabajo y prefirieran la ociosidad y la embriaguez, afectando al mismo tiempo el pago de su tributo.
Dio cumplimiento a la real cédula de 12 de junio de 1679 que ratificaba otra anterior, por la cual se prohibía la esclavitud de los indígenas apresados en la guerra de la frontera de Chile. Esa orden estipulaba también que los que ya habían sido vendidos debían ser liberados, y que para evitar que recayesen en sus idolatrías, fueran llevados a Lima para ser repartidos entre los encomenderos.
Por mandato de la real cédula de 22 de febrero de 1680 hizo demoler los obrajes, batanes y chorrillos que carecían de licencia real para funcionar, lugares donde se sometía a los indígenas a trabajos prácticamente esclavizantes. Mendiburu cree que esta medida fue más que nada para evitar que la industria textil peruana compitiera con la de la metrópoli.
En el caso del trabajo forzado en las minas, autorizó a los corregidores a sustituir a los mitayos ausentes y fugados con indios "forasteros" y con yanaconas. Dicha medida condujo a un incremento en el rendimiento de las minas de Potosí y de Huancavelica, la última de las cuales llegó a producir bajo su gestión 201 800 cargas de azogue, por lo que se ordenó construir almacenes con la capacidad para recibir 13 389 quintales.
Fue, finalmente, durante su gestión en que se empezó a aplicar las Leyes de Indias (recopilada en cuatro tomos), por real cédula de 8 de mayo de 1680 y que fue promulgada solemnemente en Lima.

#### Auge de la Real Hacienda
Como prueba de la buena administración de la Real Hacienda, a poco de iniciar su gobierno Liñán remitió a España la cantidad de 2 164 080 pesos, a la que se sumó el envío de 150 000 pesos en calidad de donativos de los comerciantes limeños con motivo del matrimonio del rey Carlos II, apodado “El Hechizado”.
Liñán, a diferencia de sus antecesores, se negó a tomar prestado el dinero de la Caja de Censos de Indios, aduciendo que nunca se devolvían, lo cual era cierto pues el erario real le adeudaba ya 405 359 pesos, y estimaba que las deudas particulares ascendían a 3 806 623 pesos.

#### El patronato regio

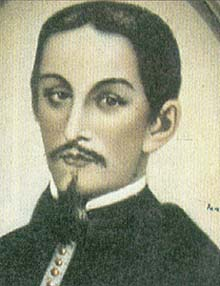
Melchor Liñán y Cisneros.

Liñán destituyó a varios curas de parroquia por expoliar a los indios y conminó a las órdenes religiosas a no regir los curatos con frailes suplentes. Se mostró más inclinado hacia la orden de los jesuitas, a la que apoyó siempre en los capítulos para elección de prelados. 
De otro lado, los franciscanos de origen criollo y peninsular protagonizaron en 1680 disturbios entre sí tanto en Cuzco como en Lima. Los franciscanos criollos (es decir, nacidos en América) se oponían en el Cuzco al nombramiento de prelados venidos de España. Los más recalcitrantes fueron trasladados a Lima, donde desencadenaron violentos incidentes, llegando incluso a prender fuego a una celda del convento de San Francisco donde residía el comisario general de la orden, Marcos Terán. Esto obligó al arzobispo-virrey a usar la fuerza armada para restablecer el orden. En la refriega falleció un encapillado.
Otro escándalo ocurrió en Quito en 1679, donde el provincial de la orden dominica pretendió coaccionar a las monjas del monasterio de Santa Catalina en la elección de su priora. Las monjas, hastiadas de este y de otros maltratos, exigieron depender de la eclesiástica ordinaria y no de los dominicos. La Real Audiencia le dio la razón al provincial, y Liñán ordenó que se cumpliese el fallo, lo que provocó que se exacerbara más los ánimos de las religiosas, hasta el punto que se temió una revuelta más grave. Finalmente, Liñán decidió sobreseer todo, permitiendo que la comunidad de Santa Catalina volviera a depender de la ordinaria, hasta que se decidiera otra cosa.

#### Otros sucesos importantes
Entre otros sucesos importantes se destaca la aparición en 1680 del primer cuaderno de efemérides y calendario, publicado por el sabio Juan Ramón Koening, capellán real, catedrático de matemáticas y cosmógrafo mayor del reino.
Asimismo, se descubrió una mina aurífera en el Illimani que produjo tanto, que bajó el precio de la onza de oro a 8 pesos de plata.

#### Entrega del mando virreinal
Liñan entregó el gobierno virreinal a su sucesor, Melchor de Navarra y Rocafull, duque de la Palata, el 20 de noviembre de 1681. Al cabo de un mes entregó la correspondiente memoria o Relación de su administración. Fue premiado con el nombramiento honorario de consejero de Su Majestad y con el título de conde de la Puebla de los Valles, que renunció en favor de su hermano José de Liñán y Cisneros.

### Gobierno como arzobispo de Lima
Finalizado su interinato virreinal, Liñán siguió residiendo en Perú en su calidad de arzobispo de Lima. Su actuación como prelado se caracterizó por el desprendimiento y la austeridad.

#### Las beatificaciones de Francisco Solano y Toribio de Mogrovejo
Fue en esta época en que llegaron a Lima las noticias de las beatificaciones de Francisco Solano (por breve de Clemente X de 25 de enero de 1675) y de Toribio de Mogrovejo (por breve de Inocencio XI de 28 de junio de 1679). Ambos beatos, después convertidos en santos, eran de origen español, pero habían florecido en suelo peruano. Las fiestas celebratorias se realizaron el 23 de abril de 1679 y el 27 de abril de 1680, respectivamente. El virrey-arzobispo cuidó de la solemnidad de las ceremonias.

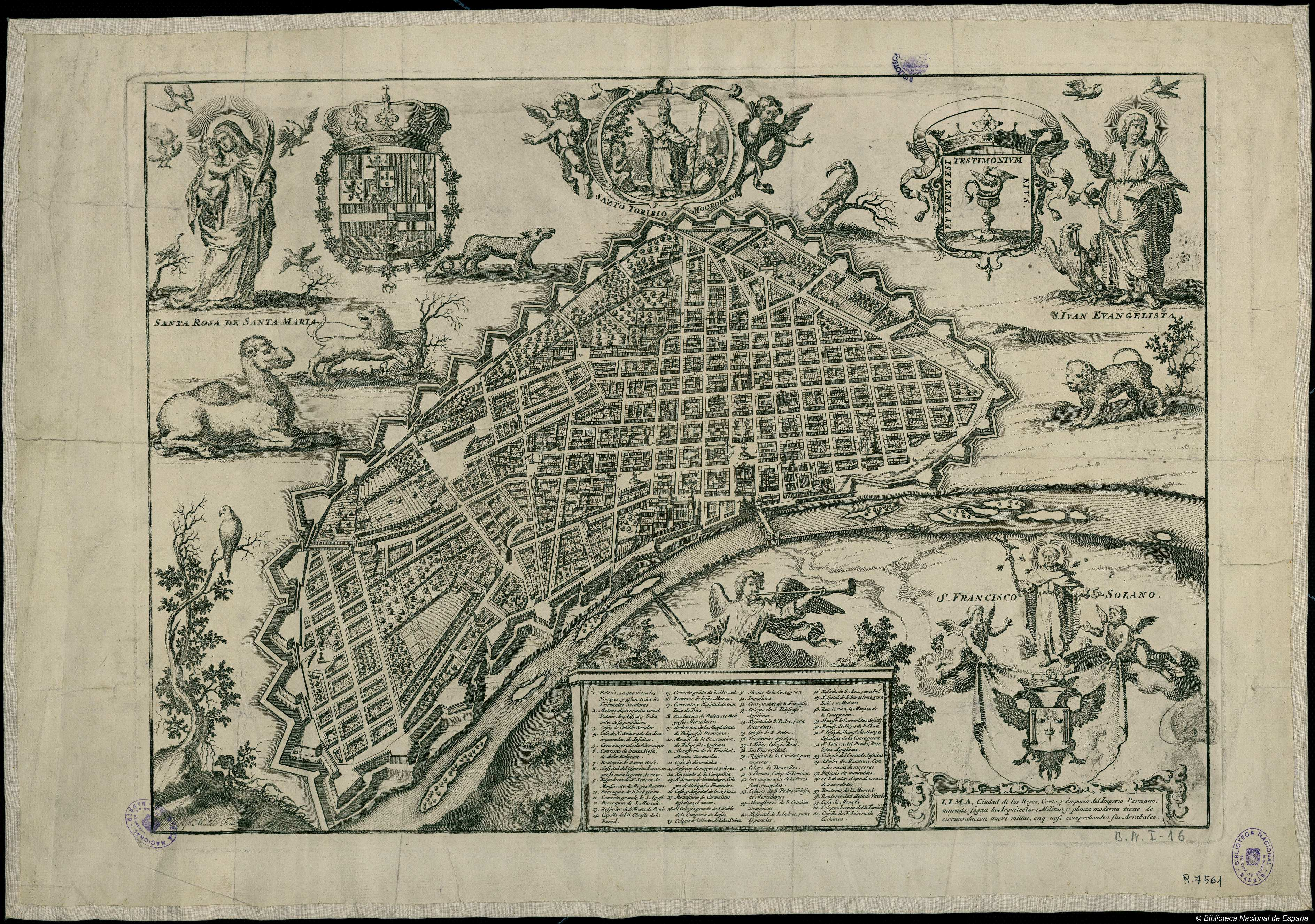
Plano de Lima, que figura en el libro La Estrella de Lima de Francisco de Echave y Assu (1688). Grabado de Joseph Mulder.

Especial relieve tuvo la celebración en honor a Mogrovejo, que fuera el 2.º arzobispo de Lima. Con motivo de esta beatificación, Francisco de Echave y Assu publicó un curioso libro titulado La Estrella de Lima convertida en Sol sobre sus tres coronas, que se imprimió en Amberes en 1688, y que contiene un plano de la ciudad de Lima.

#### Obras de su gobierno arquiepiscopal
La actuación de Liñán en el gobierno arquiepiscopal se concentró en Lima, donde realizó importante labor, especialmente a favor de los monasterios, beaterios, casa de recogimiento y hospitales.
- No bien empezada su gestión, distribuyó las rentas de su cargo entre los monasterios y las familias pobres de la ciudad. Asimismo, repartió limosnas entre las familias más empobrecidas a consecuencia del sismo de 17 de junio de 1678.[1][25]
- Mediante cartas y edictos pastorales reformó la vida en los conventos de monjas a fin de salvaguardar el orden y la moral.[2] Dispuso que en cada uno de los monasterios no hubiese más de 80 a 100 monjas y 50 donadas, visto el número considerable de mujeres que solían encerrarse.[13]
- Gestionó para que se otorgara 3000 pesos de renta anual al beaterio de las Recogidas o Amparadas.[16]
- Otorgó licencia de funcionamiento al beaterio de Santa Rosa de Viterbo en 1680, situada en la actual cuadra 3 del jirón Amazonas.[26] [13]
- Concedió licencia al indígena Sebastián Alonso para que edificara la iglesia de Nuestra Señora de Cocharcas, con un anexo destinado como casa de recogimiento para las hijas de los caciques pobres (1681). Se hallaba situada en el barrio del Cercado, actual Barrios Altos, donde vivían segregados los indígenas.[27][13][16]
- Inició las gestiones ante la autoridad real para la creación del Monasterio de Jesús, María y José (llamado abreviadamente de Jesús María), a base del beaterio fundado por el indígena chiclayano Nicolás de Ayllón y su esposa María Jacinta Montoya. Estaba situado en la actual primera cuadra del jirón Moquegua.[28][1]
- En 1682 efectuó la fundación del Monasterio de las Trinitarias, autorizada por el rey dos años antes sobre el beaterio que la señora Ana de Robles había fundado en 1673.[29][30]
- También bajo su gobierno se fundó el Monasterio de Santa Teresa (1686) y el beaterio de Nuestra Señora de Patrocinio (1688).[30] Este último surgió por iniciativa del padre Francisco Villagómez y de algunas mujeres piadosas, conmovidas por el terremoto de 1687.[31]
- En lo que respecta a hospitales, solicitó al rey 3000 pesos anuales para el hospital del Carmen de indígenas, que regentaban los betlemitas de Lima. Dichos religiosos por esos mismos años se expandieron por diversas ciudades del virreinato, como Piura, Trujillo, Cajamarca, Chachapoyas y Huanta.[1][32]
- Reconstruyó la Iglesia del Sagrario, anexo a la catedral de Lima, que había sido destruida por el terremoto de 1687. Para ello usó en parte su propio peculio.[33]

#### Controversia con el virrey duque de la Palata
Con el virrey duque de la Palata, su sucesor en el gobierno virreinal, tuvo una seria controversia sobre la inmunidad eclesiástica que creyó vulnerada con motivo de unas ordenanzas que publicara dicho virrey. Se le dio la razón y las ordenanzas se dejaron sin efecto, pero el virrey expuso su queja ante el Consejo de Indias.

#### El Terremoto de 1687 y la reconstrucción de Lima
Fue durante el pavoroso terremoto de Lima y Callao de 1687 cuando el mismo Liñán, que se hallaba entonces convaleciente de una enfermedad en el Callao, se salvó de una muerte segura. El techo de su dormitorio se desplomó, salvándose de sucumbir aplastado gracias a una viga que se atravesó en el umbral donde se había refugiado. Sufrió varias contusiones y serios daños en una pierna, y fue sacado con gran esfuerzo de entre los escombros por su mayordomo Francisco de Jáuregui. Tras este suceso, Liñán se retiró al pueblo de Late (actual distrito de Ate), pues su palacio de Lima quedó inhabitable.
Fue notable su protagonismo en la reconstrucción de la capital, al lado de la autoridad virreinal. Reedificó por su cuenta el palacio arzobispal, y procuró que los inmuebles derrumbados no fueran enajenados, pues sus rentas, generadas por censos, beneficiaban a los monasterios.
Tuvo como obispo auxiliar a su sobrino Francisco Mendoza y Cisneros, presentado en 1681 y consagrado en 1703 como obispo titular de Margarita. Quiso renunciar para retornar a España, pero no le fue concedida esa gracia.

### Fallecimiento
Murió el 28 de junio de 1708, a la edad de 78 años, en su residencia de Late, entonces en las afueras de Lima y hoy distrito de Ate. En total ocupó la sede arquiepiscopal limeña 30 años, 4 meses y 3 días, siendo el más largo período de un arzobispo de Lima en toda la historia colonial. Su cadáver reposa en un sepulcro colocado al lado del Evangelio mayor de la iglesia del Sagrario, que él construyó a su costa después del terremoto de 1687. En ella se eleva su estatua y se lee la siguiente inscripción:

HAC JACENT IN FOSSA,  
  EXCELLENTISSIMI ARCHIEPISCOPI OSSA.  
  
“El Excmo. e Ilustrísimo señor Dr. D. Melchor de Liñán y Cisneros, natural de Tordelaguna, Obispo de Santa Marta y de Popayán, Arzobispo de Chuquisaca, donde halló caídos más de 200,000 pesos que dio de limosnas, Visitador Presidente y Capitán general de Santa Fe del Nuevo reino de Granada, Arzobispo de Lima, y la gobernó 30 años 6 meses: la renta dio de limosna. Virrey, Capitán general de estos reinos. Este templo del Sagrario se hizo y se acabó en su tiempo, con su limosna: hizo el altar de San Pedro, dio el frontal de plata y la urna de Santo Toribio, en cuyo tiempo vino su beatificación. Dotó una memoria de 200 pesos de renta á su devoto San Nicolás de Bari, y otras en Santa Teresa. Verdadero padre de pobres. Murió de edad de 78 años, víspera de San Pedro, año 1708.”
 ORATE PRO PASTORE VESTRO FIDELES.